# Y Felinheli
Y Felinheli, chiamato un tempo in inglese Port Dinorwic, è un villaggio con status di community della costa nord-occidentale del Galles, facente parte della contea di Gwynedd ed affacciato sullo Stretto di Menai. Conta una popolazione di circa 2.300 abitanti.

## Etimologia
Il toponimo Y Felinheli è formato dalle parole gallesi melin, che significa "mulino", e heli, che significa "acqua salata".

## Geografia fisica

### Collocazione
Y Felinheli si trova di fronte all'isola di Anglesey, a circa15 km a nord-est di Caernarfon.

## Società

### Evoluzione demografica
Al censimento del 2011, la community di Y Felinheli contava una popolazione pari ad 2.284 abitanti, di cui 1.139 erano donne e 1.145 erano uomini.
La località ha conosciuto un incremento demografico rispetto al 2001, quando contava 2.081 abitanti e al 1991, quando ne contava 1.664.

## Storia
Nel corso del XVIII secolo, fu costruito in loco un grande porto per il trasporto minerario.